# Alfa Centauri
Alfa Centauri (α Centauri, zkráceně α Cen) je trojhvězda a svou vzdáleností 4,37 světelného roku (1,34 parseku) také nejbližší hvězdný systém od sluneční soustavy. Sestává ze tří složek: společné dvojice Alfa Centauri A (též Rigil Kentaurus) a Alfa Centauri B (též Toliman) a malého a vizuálně slabého červeného trpaslíka Alfa Centauri C (též Proxima Centauri), který může být gravitačně spojen se složkami A a B. Lidskému oku se dvě hlavní hvězdy zdají jako jeden bod s pozorovanou hvězdnou velikostí −0,27 mag, takže tvoří nejjasnější hvězdu v souhvězdí Kentaura a po Siriu a Canopu třetí nejjasnější hvězdu noční oblohy.
Zatímco Alfa Centauri A (α Cen A) má 110 % hmotnosti Slunce a 151,9 % jeho svítivosti, Alfa Centauri B (α Cen B) je menší a chladnější a má 90,7 % hmotnosti Slunce a 44,5 % jeho svítivosti. Jejich oběžná doba kolem společného těžiště trvá 79,91 roku a jejich vzájemná vzdálenost osciluje mezi vzdáleností Slunce a Pluta a vzdáleností Slunce a Saturnu.
Proxima Centauri (α Cen C) se nachází ve vzdálenosti 4,24 světelného roku (1,29 parseku) od Slunce, což z ní činí Slunci nejbližší hvězdu, ačkoliv není pouhým okem viditelná. Vzdálenost mezi Proximou a dvojhvězdou Alfa Centauri AB je 0,2 světelného roku (cca 0,06 parseku nebo 15 000 astronomických jednotek). U Proximy byla roku 2016 v obyvatelné zóně objevena exoplaneta, svou velikostí podobná Zemi, která byla označena Proxima Centauri b.

## Pojmenování
α Centauri (Alfa Centauri) je Bayerovo označení hvězdného systému. Převládá nad tradičním jménem Rigil Kentaurus, což je polatinštěný arabský název Rijl Qanṭūris جل رجل القنطورس‎ ze slovního spojení Rijl al-Qanṭūris, tj. „Noha Kentaura". K dalším jménům hvězdy patří Rigil Kent, Rigel Kent (obě to jsou zkrácené verze Rigil Kentaurus), případně historické názvy Toliman a Bungula.
Alfu Centauri C objevil v roce 1915 skotský astronom Robert Innes, ředitel observatoře v jihoafrickém Johannesburgu, který navrhl označení Proxima Centauri (přesněji Proxima Centaurus). Název pochází z latiny a znamená „nejbližší [hvězda] z Kentaura“.
V roce 2016 ustanovila Mezinárodní astronomická unie (IAU) pracovní skupinu pro jména hvězd (Working Group on Star Names, zkratkou WGSN), která má zkatalogizovat a standardizovat vlastní jména hvězd. WGSN uvedla, že v případě vícenásobných hvězd by se jméno mělo vztahovat k nejjasnější složce při vizuálním pozorování. Dne 21. srpna 2016 schválila jméno Proxima Centauri pro hvězdu Alfa Centauri C, dne 6. listopadu 2016 jméno Rigil Kentaurus pro hvězdu Alfa Centauri A a 10. srpna 2018 také jméno Toliman pro Alfu Centauri B, které se tak v katalogu IAU nacházejí pod těmito názvy.

## Popis
Alfa Centauri je nejbližší hvězdný systém od Slunce, vzdálený 4,35 světelných let nebo 1,34 pc.

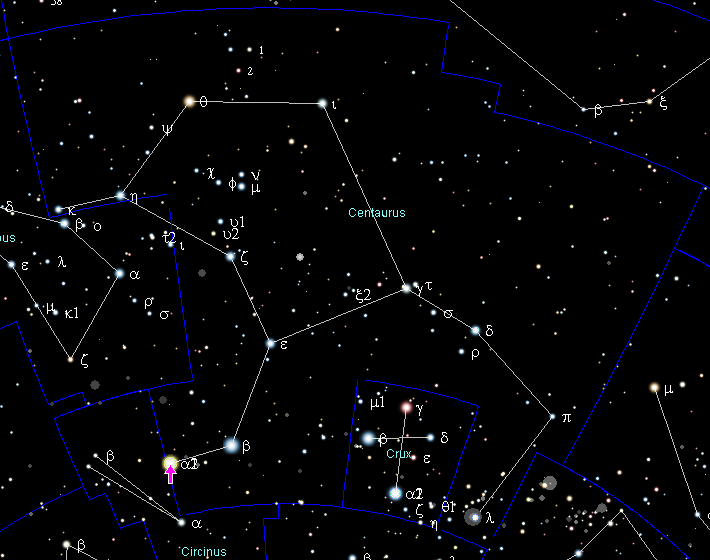
Pozice Alfy Centauri

Systém se skládá ze tří hvězd: Alfa Centauri A, Alfa Centauri B a Alfa Centauri C (také nazývaná Proxima Centauri). První dvě jmenované tvoří těsnou dvojhvězdu s oběžnou dobou 80 let. Oběžná doba kolem společného těžiště je v průměrné vzdálenosti 23 AU, což je o trošku více, než je vzdálenost Uranu od Slunce, a jsou tak blízko sebe, že je pouhým okem nelze rozlišit. Rozlišit je lze ale už s dalekohledem s 5cm objektivem.
Alfa Centauri C, známější pod jménem Proxima Centauri, je červený trpaslík, který je od obou jmenovaných hvězd vzdálen 13 000 AU. Pokud by obíhal kolem společného těžiště, byla by odhadovaná doba oběhu více než 500 000 let; v roce 2016 prokázali astronomové z Pařížské observatoře, že je tato hvězda skutečně součástí systému Alfa Centauri. Proxima latinsky znamená nejbližší (v ženském rodu), Centauri název souhvězdí v genitivu (název tedy znamená Nejbližší [rozuměj „hvězda“] v Kentauru (doslova Kentaura)). Její vzdálenost od Země je jen 4,24 světelných let, a tím je zároveň druhou nejbližší hvězdou, hned po Slunci. Pouhým okem však není viditelná.

### Planety
16. října 2012 ohlásila ESA objev první planety obíhající Alfa Centauri B. Planeta Alfa Centauri Bb je zhruba velikosti Země, ale není v obyvatelné zóně ve které by mohla existovat voda v kapalném stavu. Povrchovou teplotu má nejméně 1 500 K (zhruba 1 200 °C) a hvězdu obíhá za 3,2 dní ve vzdálenosti 6 milionů km. Zatím je jisté že okolo žádné z hvězd systému Alfa Centauri neobíhá žádná obří plynná planeta.
V srpnu 2016 oznámila Evropská jižní observatoř objev nejbližší exoplanety Proxima Centauri b, která se nachází v obyvatelné zóně hvězdy Proxima Centauri.

## Poloha na obloze
Spolu se 4,4° vzdálenou hvězdou beta Centauri a třemi nejjasnějšími hvězdami souhvězdí Jižního kříže, které od dvojhvězdy leží západně, tvoří nejvýraznější nahromadění hvězd první velikosti na jižní obloze v úhlové vzdálenosti natažené dlaně.
Alfa a beta Centauri ukazují směr k souhvězdí Jižního kříže. Sloužily jako ukazatel na souhvězdí Jižního kříže a k rozeznání pravého Jižního kříže od často zaměňovaného nepravého Jižního kříže směrem na východ, který tvoří asterismus hvězd v souhvězdí Plachet, Lodní zádě a Lodního kýlu. Falešný Jižní kříž tvoří pouhým okem viditelné hvězdy Avior, Tureis, κ Vel a δ Vel.
Alfa a beta Centauri leží hluboko na jižní obloze, ze střední Evropy nejsou viditelné. Jižně od 33. rovnoběžky je hvězda cirkumpolární a je stále nad obzorem.

## Alfa Centauri jako dvojhvězda

Alfa Centauri

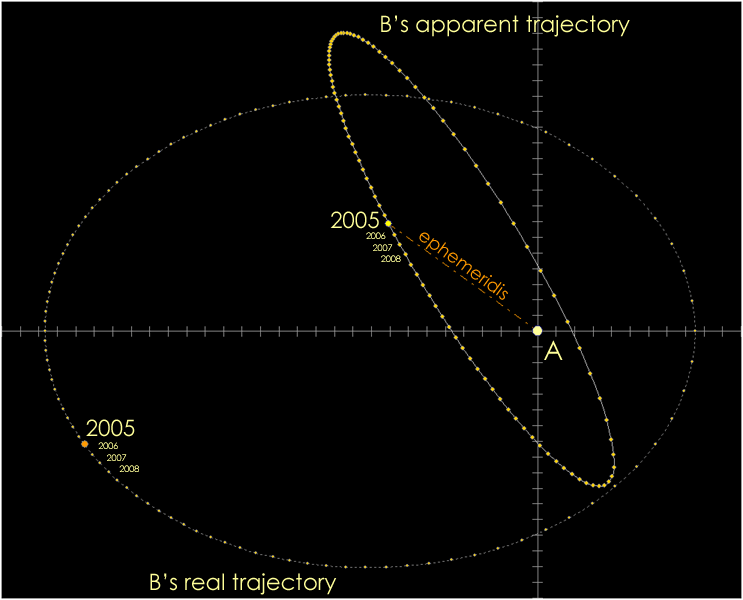
Zdánlivá a skutečná dráha alfy Centauri. Je zde nakreslena skutečná a zdánlivá oběžná dráha složky B ke složce A dvojhvězdy. Slabá elipsa ukazuje zdánlivou oběžnou dráhu, jak ji vidí pozorovatel ze Země. Kolmý pohled na oběžnou dráhu (velká elipsa) zvýrazňuje skutečnou oběžnou dráhu.

Dvojhvězda má absolutní hvězdnou velikost 4,1 mag. Pouhým okem nejsou obě složky dvojhvězdy ze Země rozlišitelné. Teprve dalekohled s 5cm objektivem rozliší obě složky.
Jednou za 79,9 let oběhnou obě složky dvojhvězdy na silně eliptických dráhách o excentricitě 0,519, přičemž jejich vzdálenost se mění od 11,5 až 36,3 AU. Minimum odpovídá vzdálenosti Saturnu, maximum vzdálenosti Neptunu od Slunce; velká poloosa dráhy je 23,9 AU. V květnu 1995 byla dosažena nejvyšší vzdálenost obou složek, nejnižší vzdálenost bude dosažena v květnu 2035.
Z velké poloosy dráhy a z oběžné doby hvězdy se dá spočítat hmotnost obou složek, vychází 2,08 hmotnosti našeho Slunce.
Úhlová vzdálenost a poziční úhel obou složek se díky relativně krátké oběžné dráhy zřetelně mění během několika let. Během jednoho oběhu se úhlová vzdálenost pohybuje 2″ až 22″.
Nejčastěji uváděné aktuální polohy všech tří hvězd v literatuře, vychází z měření astrometrické družice Hipparcos.
| Rok  | Úhlová vzdálenost | Poziční úhel |
| ---- | ----------------- | ------------ |
| 1990 | 19,7″             | 215°         |
| 1995 | 17,3″             | 218°         |
| 2000 | 14,1″             | 222°         |
| 2005 | 10,5″             | 230°         |
| 2010 | 6,8″              | 245°         |

## Fyzikální vlastnosti
Alfa Centauri A a B je pár hvězd, který vznikl společně před 6,5 ± 0,3 miliardami let. Obě jsou hvězdami hlavní posloupnosti a nachází se ve stabilní fázi fúze vodíku a jeho přeměny v helium. Alfa Centauri A je hmotnější než Alfa Centauri B, bude kratší dobu na hlavní posloupnosti, než se změní v červeného obra. Má proto v protikladu s menší Alfa Centauri B již polovinu života za sebou. Proxima Centauri je stará 4,85 miliard let.
U Alfy Centauri A a B, které jsou někdy zvané α Cen AB, byla provedena detailní pozorování vlnění na povrchu hvězdy, ze kterých hvězdná seismologie dokáže vyvodit závěry o vnitřní stavbě hvězdy. V kombinaci s tradičními metodami pozorování astronomové obdrželi přesné hodnoty vlastností hvězdy, které nelze získat jednotlivými metodami.
| Jméno        | vodík | helium | těžké prvky |
| ------------ | ----- | ------ | ----------- |
| α Centauri A | 71,5  | 25,8   | 2,74        |
| α Centauri B | 69,4  | 27,7   | 2,89        |
| Slunce       | 73,3  | 24,5   | 1,81        |

## Parametry
Porovnání hvězd v systému Alfa Centauri a Slunce:
| Parametr | α Centauri A | α Centauri B | Proxima | Slunce | Jednotka        |
| -------- | ------------ | ------------ | ------- | ------ | --------------- |
| věk      | 6520         | 6520         | 4850    | 4650   | milionů let     |
| velikost | 1,100        | 0,907        | 0,123   | 1,000  | hmotnost Slunce |
| poloměr  | 1,227        | 0,865        | 0,145   | 1,000  | poloměr Slunce  |
| teplota  | 5790         | 5260         | 3040    | 5770   | Kelvin          |

## Alfa Centauri ve fikci
Jako jedna z nejjasnějších hvězd na noční obloze, a nejbližší známý hvězdný systém, Alfa Centauri systém hrála roli v mnoha smyšlených pracích literatury, populární kultury, televizi a filmu.
- Písně kosmické (1878) – jedna z básní Jana Nerudy ve sbírce Písně kosmické se obrací k Alfě Centauri.
- Homo Sol (1940) – sci-fi povídka Isaaca Asimova. Když lidstvo objeví cestování hyperprostorem, zaměří svoji první misi k přistání na planetě Alpha Centauri, která mu poté otevře dveře k přijetí do galaktické federace.
- Planeta tří sluncí (1954) – sci-fi kniha Vladimíra Babuly (2. díl trilogie).
- Ikarie XB 1 (1963) – sci-fi film Jindřicha Poláka. Kosmická loď Ikarie XB 1 se s vědci a astronauty na palubě vydává na cestu k Bílé planetě v soustavě Alfa Centauri.
- Klany alfanského měsíce (1964) – sci-fi kniha spisovatele Philipa K. Dicka, vykresluje snahu znovu prosadit autoritu lidí nad jejich bývalou kolonií na obytném měsíci Alpha III M2, u třetí obří planety v Alfa Centauri nazvané Alphane.
- Muž v labyrintu (angl. The Man in the Maze) – postava jménem Ned Rawlins se letěla po studiích podívat na planetu Alfa Centauri IV v systému Alfa Centauri. Vědeckofantastický román z roku 1969 napsal americký spisovatel Robert Silverberg.[19]
- Stopařův průvodce po Galaxii (1979) – scifi kniha Douglase Adamse. Alfa Centauri je v ní hvězda, na kterou Vogoni umístili hlášení, že se bude země bourat, před tím než ji doopravdy zbourali kvůli výstavbě mezi-galaktické dálnice.
- Neuromancer (1984) – kyberpunková kniha Williama Gibsona. Nová umělá inteligence Neuromancer najde řadu přenosů zaznamenaných zpět v sedmdesátých letech, které naznačují přítomnost umělé inteligence v systému Alpha Centauri, poté se jejich komunikace propojí.
- Zpěv vzdálené Země (1986) – vědecko-fantastická kniha spisovatele Arthura C. Clarka, ve které existovala planeta Pasadena v orbitě hvězdy Alfa Centauri A, byla hůře obyvatelná podle proměnné blízkosti k Alfa Centauri B, ke které lidstvo vyšle loď s lidskými a jinými embryi savců. První loď se sem ze Sluneční soustavy vydala v roce 2553 a kolonii se vedlo překvapivě dobře.
- Civilization I-V (1991–2010) – série strategických počítačových her, ve které bylo možným vítězstvím být první civilizace která vyvine a pošle koloniální loď do hvězdného systému Alfa Centauri. Hra Sid Meier's Alpha Centauri (1999) byla pokračováním těchto sérií, ve které sedm konkurenčních ideologických frakcí přiletí na planetu Chiron v Alfa Centauri a snaží se ji kolonizovat.
- Encounter with Tiber (1996) – sci-fi kniha bývalého astronauta Buzze Aldrina a spisovatele Johna Barnse. Před 9000 lety druh obývající měsíc Tiber plynného obra u Alfa Centauri A navštívil Zemi. Zde zanechal encyklopedii s shromážděnými poznatky o jejich rase, která je objevena ve 21. století a vede lidstvo k expedici k Tiberu.
- Ztraceni ve vesmíru (1998) – film režírovaný Stephenem Hopkinsem. V roce 2058 když bude Země brzy neobyvatelná kvůli globálnímu znečišťování, povede profesor John Robinson svou rodinu k obyvatelné planetě Alpha Prime v systému Alfa Centauri aby ji připravil pro kolonizaci vybudováním hyperbrány.
- Impostor (2002) – film na motivy krátké povídky Philipa K. Dicka, vyobrazuje válku lidí v roce 2079 s civilizací z Alfa Centauri.
- Transformers (2007) – film režírovaný Michael Bayem. Cybertron v systému Alfa Centauri byla domovská planeta Transformers, měla kovový povrch a atmosféru dýchatelnou lidmi, ale kapalná voda byla tak vzácná, že její existence byla na pochybách.
- Problém tří těles (2008) – Sci-fi kniha ze série čínského autora Liou Cch'-sina Vzpomínky na Zemi. Příběh pojednává o plánované invazi/exodu mimozemšťanů, tzv. Trisolaranů, řešících existenciální krizi, kterou zapříčiňuje neustále hrozící nebezpečí zničení jejich planety. Jde o žánr tzv. high sci-fi.
- Avatar (2009) – oscarový film který napsal a režíroval James Cameron. Odehrává se v roce 2154, kdy RDA Corporation těží vzácný minerál zvaný unobtanium na Pandoře, obyvatelném měsíci plynného obra Polyphema obíhající hvězdu Alfa Centauri A.